# Turritella columnaris
Turritella columnaris is een slakkensoort uit de familie van de Turritellidae. De wetenschappelijke naam van de soort is voor het eerst geldig gepubliceerd in 1843 door Kiener.